# Mouvement national pour la société de développement
Pour les articles homonymes, voir Mouvement national.
Le Mouvement national pour la société de développement, abrégé en MNSD-Nassara est un parti politique nigérien fondé en 1989 par Ali Saibou et dirigé par Seyni Oumarou depuis le dernier congrès extraordinaire du 21 février 2009.

## Historique
Le MNSD est l'ancien parti unique du Niger, où il remporte ainsi les élections législatives de 1989. Il était dirigé par Mamadou Tandja jusqu'au 21 décembre 2001 puis par Hama Amadou.
Lors de l'élection présidentielle du 16 novembre et 4 décembre 2004, le MNSD présentait Mamadou Tandja qui a obtenu 40,7 % des voix au premier tour et 65,5 % au second face à Mahamadou Issoufou. Lors des élections législatives du 4 décembre 2004, le MNSD a reçu 37,2 % des votes et 47 sièges sur les 113 que compte l'assemblée nationale nigérienne.
Après le coup d'État de 2010, lors de l'élection présidentielle de 2011, le candidat du MNSD Seyni Oumarou perd au second tour face à Mahamadou Issoufou, et le parti qui perd aussi les élections législatives passe dans l'opposition.
En 2013, 10 de ses députés élus (sur 26) annoncent leur soutien au Président de la République, Mahamadou Issoufou dont la coalition qui le soutient, le MRN, est elle-même affaiblie par le départ de certains de ses propres membres.
En août 2016, Seyni Oumarou et le MNSD rejoignent la majorité présidentielle. En octobre, Seyni Oumarou est nommé haut représentant du président Issoufou et 6 membres du MNSD rentrent au gouvernement.
Seyni Oumarou est choisi en mars 2019 comme candidat du parti à l'élection présidentielle nigérienne de 2020. Il reste toutefois haut représentant du président Issoufou. Le parti est déchiré entre ceux qui souhaitent faire alliance avec le PNDS au pouvoir et ceux qui veulent se placer dans l'opposition. Après avoir obtenu 8,95 % des voix au premier tour, Seyni Oumarou se rallie au candidat du PNDS, Mohamed Bazoum, qui l'emporte.

## Personnalités liées
- Souna Hadizatou Diallo, femme politique.
- Bibata Adamou Dakaou, enseignante et femme politique nigérienne.

## Résultats

### Élections présidentielles
| Année     | Candidat       | 1er tour  | 1er tour | 2d tour   | 2d tour | Résultat |
| Année     | Candidat       | Voix      | %        | Voix      | %       | Résultat |
| --------- | -------------- | --------- | -------- | --------- | ------- | -------- |
| 1989      | Ali Saibou     | 3 316 182 | 99,60    |           |         | Élu      |
| 1993      | Mamadou Tandja | 443 233   | 34,22    | 639 418   | 45,58   | Battu    |
| 1996      | Mamadou Tandja | 378 322   | 15,65    |           |         | Battu    |
| 1999      | Mamadou Tandja | 617 320   | 32,33    | 1 061 731 | 59,89   | Élu      |
| 2004      | Mamadou Tandja | 991 764   | 40,67    | 1 509 905 | 65,53   | Élu      |
| 2011      | Seyni Oumarou  | 766 215   | 23,23    | 1 299 436 | 41,96   | Battu    |
| 2016      | Seyni Oumarou  | 563 613   | 12,12    |           |         | Battu    |
| 2020-2021 | Seyni Oumarou  | 428 083   | 8,95     |           |         | Battu    |

### Élections législatives
| Année | Voix      | %     | Rang | Élus     | Gouvernement |
| ----- | --------- | ----- | ---- | -------- | ------------ |
| 1989  | 3 314 913 | 99,52 | 1er  | 93 / 93  |              |
| 1993  | 383 921   | 30,65 | 4e   | 29 / 83  |              |
| 1995  | 467 080   | 32,30 | 1er  | 29 / 83  |              |
| 1999  | 611 097   | 34,73 | 1er  | 38 / 83  |              |
| 2004  | 849 365   | 37,13 | 1er  | 47 / 113 |              |
| 2009  | 1 422 698 | 47,33 | 1er  | 73 / 113 |              |
| 2011  | 664 525   | 20,57 | 3e   | 25 / 113 | Rafini I     |
| 2016  | 488 584   | 10,26 | 3e   | 20 / 171 | Rafini II    |
| 2020  | 319 189   | 6,67  | 3e   | 13 / 166 | Mahamadou    |